# 简州 (仁寿)
简州，隋朝时设置的州。
仁寿三年（603年）析益州置，治所在阳安县（今四川省简阳市西北）。“因境有赖简池为名”（《元和郡县志》）。辖境约当今四川省简阳、资阳两市地。大业二年（606年）废。唐朝武德三年（620年），析益州复置。辖境约当今简阳市和金堂县东南部分地区。下辖阳安县、平泉县（今四川省简阳市平泉镇）、金水县（今四川省金堂县东南同兴乡州城村），属剑南道。天宝元年（742年），改为阳安郡。乾元元年（758年），复为简州。北宋初以后辖境减缩，仅有今简阳市地。属成都府路。
元朝至元二十年（1283年），并附郭阳安县入州。属成都路。明朝洪武六年（1373年）降为县，正德八年（1513年）复升为州。属成都府。清朝时，不领县。1913年改为简阳县。
唐朝简州刺史
- 独孤义顺（武德年间）
- 李端（贞观年间）
- 李震（贞观、永徽年间）
- 崔仁师（永徽初年）
- 薛元超（663年—664年）
- 虞愻（679年）
- 张彦（唐高宗时）
- 窦孝忠（天授年间）
- 沈嶷（698年）
- 沈成福（武周时）
- 房玄静（武周时）
- 唐瑊（唐中宗时）
- 李弘泰（开元年间）
- 严审微（唐肃宗、唐代宗时）
- 傅耆（769年）
- 郭某（贞元年间）
- 韦度（805年—806年）
- 仇良辅（806年）
- 李维（807年）
- 李彦辅（815年）
- 韦纁（816年）
- 姜沔（元和年间）
- 张炎（825年）
- 丁俛（大和年间）
- 韦珽（836年）
- 雍陶（854年）
- 张造（889年）
- 员虔嵩（890年）
- 杜有迁（890年）
- 王宗瑶（895年）
- 晋晖（天复初年）
- 孟彦晖（天祐年间）
- 郭封颖
- 李咏
- 杜武